# Kaneltrogon
Kaneltrogon (Harpactes orrhophaeus) är en fågel i familjen trogoner inom ordningen trogonfåglar.

## Utseende och läte
Kaneltrogonen är en 25 cm lång medlem av familjen. Hanen har svart huva, blått på näbb, ögonbrynsstreck samt i en ring runt ögat, ljusbrun ovansida, skärröd undersida och vitt under stjärten med svarta kanter. Den skiljer sig från mycket lika rödgumpad trogon, men är något större med något större näbb och mer skär undersida samt saknar röd övergump. Honan har mörkbrunt huvud med kastanjebrunt på tygeln och runt ögat. Övergumpen och undersidan är rostbeige till gulbeige. Sången består av tre till fyra fallande "ta-aup". Hårda och explosiva "purrr" kan också höras.

## Utbredning och systematik
Kaneltrogon delas in i två underarter med följande utbredning:
- Harpactes orrhophaeus orrhophaeus – förekommer i lågland på Malackahalvön och Sumatra
- Harpactes orrhophaeus vidua – förekommer i lågland på norra Borneo

## Levnadssätt
Arten hittas i skogar i låglänta områden, upp till 180 meters höjd på Malackahalvön och 140 meter i Thailand. Där påträffas den ofta i busklager bara två till fyra meter ovan mark. På Borneo förekommer den mestadels högre upp, i bergssluttningar på mellan 1000 och 1400 meters höjd. Födan består av insekter.

### Häckning
Arten häckar i mars–april och i juni på Malackahalvön, medan hona och hane i häckningstillstånd noterats på Borneo i mars. Boet placeras i ett trädhål 1–1,5 meter upp i en rutten stubbe. Däri lägger den två ägg.

## Status och hot
Arten har ett stort utbredningsområde, men tros minska i antal till följd av skogsavverkningar, dock inte tillräckligt kraftigt för att den ska betraktas som hotad. Internationella naturvårdsunionen IUCN listar arten som nära hotad (LC).